# Karin Lászlová
Karin Lászlová (ur. 18 lutego 1922 w Varínie; zm. 10 stycznia 2014 w Leobenie) – słowacka powieściopisarka, scenarzystka i autorka literatury faktu.       

## Biografia
Karin Lászlová urodziła się w Varínie. W 1941 r. ukończyła szkołę średnią w Żylinie. Następnie studiowała na wydziale prawa Slovenská univerzita w Bratysławie. Studiów nie ukończyła. Pracowała jako urzędniczka w Czechosłowackich Zakładach Budowlanych,  w latach 1950–1955 była kierownikiem działu socjalno-prawnego i redaktorką w wydawnictwie Prawda w Bratysławie. Od lat 60. współpracowała z redakcjami różnych czasopism, rozgłośni radiowych i telewizji. 
Swoją działalność literacką rozpoczęła w trakcie studiów  publikując opowiadania, reportaże, felietony i felietony w wielu słowackich gazetach i czasopismach. Jej debiutem książkowym był zbiór opowiadań Ja a tí druhí (1966), w którym, podobnie jak w dwóch kolejnych zbiorach opowiadań Nenašla som ťa (1967) i Nechoď mi do snov (1979), tematykę oparła na własnych przeżyciach z czasów słowackiego powstania narodowego i deportacji do obozu koncentracyjnego. Jest autorką powieści, opowiadań, literatury faktu, sztuk telewizyjnych Povíchrica i Zázračné prsty, a także scenariuszy kilku  programów literackich i dramatycznych dla radia.

## Nagrody i wyróżnienia
- 2005: Nagroda Stowarzyszenia Pisarzy Słowackich za powieść Pritúľ ma, šťastie[3][6].

## Wybrane dzieła

### Proza
- 1966: Ja a tí druhí
- 1967: Nenašla som ťa
- 1970: Nechoď mi do snov
- 1980: Stroskotanci života
- 1987: Zhubné ilúzie
- 1989: Životné križovatky
- 1994: Väzenie bez mreží
- 1995: Manželstvo je lotéria
- 1996: Akú chuť má život
- 1996: V bludnom kruhu
- 1996: Rozmarná hra osudu
- 1997: V rajskom zátiší
- 1997: Šero na scéne života
- 1997: Vyzliekanie z kože
- 1998: Premenlivé lásky
- 2000: Príbeh jedného manželstva
- 2000: Žart zlého ducha
- 2001: Odvrátená tvár lásky
- 2001: A žiť sa musí ďalej
- 2002: Srdce v tiesni
- 2002: Únik zo samoty
- 2003: Kaleidoskop osudov
- 2004: Stopami vašich zážitkov
- 2005: Pritúľ ma, šťastie
- 2005: Všetkému vládne Eros
- 2006: Aj duša volá SOS
- 2008: Kríza kráča svetom

### Literatura faktu
- 1972: Ženský lekár
- 1973: Skalpel a krása